# Airflare (acrobacia)

Airflare executado na praça

O airflare é um movimento acrobático do break dance e da ginástica artística, uma variação do flare e do airtrack no qual o dançarino (ginasta ou o braker: b-boy ou b-gilr) de cabeça para baixo gira o tronco em torno do eixo vertical de seu corpo e viaja em um caminho circular sobre o chão. Onde os pés não tocam o chão durante a execução do movimento, com uso de ambas as mãos. Surgiu do movimento airtrack, no qual apenas se gira em um eixo vertical, sem um caminho circular.
O termo airflare foi cunhado por membros da equipe de dança Soul Control (Barmak, Babak, Inferno e, Kujo) para distinguir do movimento airtrack. A adição da rotação circular tornou o movimento muito mais fácil de ser executar - há  poucos casos documentados de continuous airtracks, no entanto, o primeiro caso documentado deste movimento é de Kujo of Soul Control. Os termos europeus airtwist, airtwister são anteriores à palavra airflare. Ambos se referem ao mesmo movimento técnico; no entanto, a forma moderna do movimento é mais conhecida mundialmente como airflare.

## História
O airflare foi presenciado no início da década de 1980. Na década de 1990, um dançarino chamado Paulo Nunes na Europa havia criado a variação que é essencialmente semelhante ao airflare moderno, conhecido como airtwist. Na década de 1990, um vídeo osbre Paulo Nunes foi veiculado por EZ-Rock da Rocksteady, que introduziu a manobra nos Estados Unidos da época, em particular, aos b-boys da Califórnia.
- Jazzy J, dos Renegades, realizou um salto em que ambas as mãos deixaram o chão.[3]
- Pilot of Soul Swift executou o airhalo uma variação do halo mas sem a cabeça tocar o chão.
- Kujo of Soul Control realizou um airtrack completo, jogando seu corpo em um caminho circular.[4][5]
- B-Boy Ivan of Style Elements executou o airflare em combinação com muitos movimentos.[6] Popularizando a mudança para as primeiras gerações.
- Babak of Soul Control executou e foi pioneiro no electro (em 1996), um antecessor dos airflares de cotovelo, que ele também realizou.[7][8][9]
- Iron Monkey of Abstract Flavors (sua equipe na época, então conhecida como Sean Supreme) realizou um airflare durante uma batalha contra o Soul Control.[10]
- Megaman of Soul Control respondeu ao Iron Monkey na batalha mencionada com outro airflare. Este também introduziu muitos novos combos).[11][8]
- Inferno of Soul Control realizava explosões de cotovelo e podia combiná-las com outros movimentos, incluindo moinhos de vento e sinalizadores .[7][8]
- Flex of Abstract Flavors poderia executar o airflare.
- Charles do Climax/Soul Control executou o airflare em diversas competições, popularizando o estudo desta manobra.[8]
- Ibrahim Dembele of legendary French, 'The Family', inventou uma variação avançada do Airflare; Explosão aérea 1.5. No início de 1998, ele já havia aperfeiçoado esse movimento. Imagens notáveis existem on-line, como uma performance de cifra carregada no canal do Youtube da Família, bem como durante a famosa batalha entre a Família e Rock Force na Batalha do Ano de 1998.
- Legendary Houston, Nightcrawler é frequentemente creditado por avançar ainda mais no Airflare 1.5. Suas filmagens de 'Out for Fame' em 1999 foram chocantes na Europa e Coréia, onde muitos encontraram influência nas combinações e movimento dinâmico deste.
- Continuous Airflare

## Primeiro registro
Pablo Flores of Climax / Soul Control realizou com sucesso airflares contínuos, completando o movimento. É esta forma moderna do airflare que o ginasta Morgan Hamm introduziu na ginástica artística, após aprender com a comunidade b-boy. Houve um petição para pressionar o Comitê Olímpico dos Estados Unidos a reconhecer Pablo Flores como a primeira pessoa a realizar vários airflares de forma contínua.

## Características
No airflare, o dançarino plantando bananeira gira/torce o tronco em torno do eixo vertical de seu corpo, enquanto simultaneamente realiza um caminho circular ao longo de um plano paralelo ao chão, semelhante ao movimento do brinquedo pião, onde os pés não tocam o chão e, estando com as pernas abertas no formato de V durante a execução do movimento, com uso de ambas as mãos durante o movimento circular.

### Diferenças airflares e airtracks
Airflares e airtracks são muitas vezes confundidos vejamos os exemplos: vídeo de airtrack para moinho de vento (não é airflare); vídeo de airflare para um moinho de vento (não é airtrack) 
O primeiro é observado pouca rotação paralelo ao chão; ocorrendo rotação estritamente em torno do eixo do corpo. Quando esses movimentos foram desenvolvidos, o airtrack era mais fácil de conceber, porém muito mais difícil de faze-lo continuamente. O airflare é um movimento mais técnico, tornando mais fácil faze-los continuamente. Hoje existem muitas variedades de airflare, incluindo uma variação contínua com uma mão. Ainda não há caso documentado de mais de três airtracks seguidos – onde  falta um flare para balançar durante a perfuração no ar ao redor do corpo.

## Popularização
Embora todos os casos documentados mencionados  ajudem a popularizar o movimento, especialmente B-Boy Ivan, há em particular uma batalha entre o Soul Control e uma equipe temporária conhecida como Flying Tortillas que catalisou a visibilidade e tornou o movimento mainstream. Em seguida outros b-boys popularizariam a mudança nos próximos anos, notadamente Moy e Boy of Havikoro (Texas), e Benny e Tuff-Kid of Basel City (da Suíça).